# 圆果苣苔属
圆果苣苔属（学名：Gyrogyne）是苦苣苔科下的一个属。该属仅有圆果苣苔（Gyrogyne subaequifolia）一种，分布于中国广西。它们可能已经因为道路修建而灭绝。